# Pure player
El término Pure Player hace referencia a esas empresas que se dedican solo al comercio en línea, eso quiere decir que no tienen tienda física donde adquirir sus productos, sino que es necesaria una conexión a Internet y un dispositivo para conectarse para adquirir sus productos. Este modelo de negocio últimamente está creciendo en todos los sectores dando una gran facilidad a los consumidores.

## Ejemplos de Pure Players
- Moda online: En el mundo de la moda, desde Reino Unido ha aparecido ASOS.com como plataforma en línea para adquirir cualquier pieza de ropa con un solo click.
- Supermercado online: En España en los últimos años, Ulabox ha ido ganando terreno en este sector. Con alcance nacional y con más de 12.000 productos en su surtido, reparte en 24 horas.
- Electrónico: Amazon es el principal distribuidor de comercio electrónico en línea a nivel mundial y ofreciendo un trato excelente a sus consumidores.

## Otros
- Brick & Mortar: Se refiere a las empresas que solo tienen tienda física para ofrecer sus servicios. Actualmente quedan pocas empresas que mantengan este modelo de negocio y todas se expanden hacia Internet.
- Click & Mortar: Se refiere a las empresas que tienen tienda física y tienda en línea. Tal y como he descrito anteriormente todas las empresas evolucionan hasta este modelo de negocio evolucionar y no quedarse estancados. Amazon está recorriendo el camino inverso para llegar a este modelo de negocio, está considerando abrir una tienda física en Nueva York, Estados Unidos.[1]